# Nicolas Colsaerts
Nicolas Colsaerts (* 14. November 1982 in Schaerbeek) ist ein belgischer Profigolfer der European Tour.  Er war der zweitjüngste Spieler, der sich damals für die European Tour qualifizieren konnte.
Nach einer sowohl national als auch international erfolgreichen Amateurkarriere wurde er bereits im Alter von 18 Jahren Berufsgolfer.

## Leben/Karriere
Colsaerts überstand alle drei Stufen der Tour School 2000 problemlos und qualifizierte sich als Vierter des Abschlussturnieres für die European Tour. Im ersten Jahr konnte er sich noch nicht behaupten, schaffte aber über die Challenge Tour den sofortigen Wiederaufstieg und war von 2003 bis 2006 Mitglied der großen europäischen Turnierserie und erreichte mit dem zweiten Platz bei der traditionsreichen Johnnie Walker Championship 2005 in Gleneagles sein vorerst bestes Resultat. Nachdem Colsaerts am Ende der Saison 2006 die Spielberechtigung für die European Tour verloren hatte, spielte er von 2007 bis 2009 wieder auf der Challenge Tour, ehe er sich ab 2010 wieder für die European Tour qualifizieren konnte. Im April 2011 gelang Colsaerts mit dem Gewinn der China Open der erste Sieg auf jener höchsten Turnierebene.
Der bislang wertvollste Sieg folgte im Mai 2012, als er die Volvo World Match Play Championship für sich entscheiden konnte. Dadurch rückte er vorübergehend in die Top 50 der Golfweltrangliste vor.
Im September 2014 hat Colsaerts in der ersten Runde der ISPS Handa Wales Open den längsten Drive in der European-Tour-Geschichte gespielt. Sein Abschlag an der 18. Bahn des Celtic Manor Resorts kam erst nach 408 Metern zum Liegen.

## Amateursiege (2)
- 2000 Belgian Stroke Play Championship, Belgian Match Play Championship, French Boys Championship

## Profi-Siege (10)

### European Tour (3)
| Nr. | Datum            | Turnier                             | Sieg Score             | Vorsprung | Zweitplatzierte(r)                                    |
| --- | ---------------- | ----------------------------------- | ---------------------- | --------- | ----------------------------------------------------- |
| 1   | 24. April 2011   | Volvo China Open                    | -24 (65-67-66-66=264)  | 4 Schläge | Søren Kjeldsen, Peter Lawrie, Danny Lee, Pablo Martín |
| 2   | 20. Mai 2012     | Volvo World Match Play Championship | Lochspiel über 18 Loch | 1 auf     | Graeme McDowell                                       |
| 2   | 20. Oktober 2019 | Open de France                      | -12 (67-66-67-72=272)  | 1 Schlag  | Joachim B. Hansen                                     |

### Challenge Tour (2)
| Nr. | Datum              | Turnier           | Sieg Score            | Vorsprung | Zweitplatzierte                |
| --- | ------------------ | ----------------- | --------------------- | --------- | ------------------------------ |
| 1   | 9. August 2009     | SK Golf Challenge | -25 (70-71-70-66=264) | Playoff   | Rhys Davies, Julien Guerrier   |
| 2   | 13. September 2009 | Dutch Futures     | -17 (69-66-67-69=271) | 4 Schläge | Andrew McArthur, Julien Quesne |

### Andere (5)
- 2000 World Travel Open (PGA of Belgium) (als Amateur)
- 2002 Belgian Match Play Championship
- 2003 Omnium of Belgium
- 2005 Open International de Bordeaux (Alps Tour)
- 2010 Mauritius Golf Masters

## Resultate bei Major Championships
| Tournament        | 2004 | 2005 | 2006 | 2007 | 2008 | 2009 | 2010 | 2011 | 2012 | 2013 | 2014 | 2015 | 2016 | 2017 | 2018 | 2019 |
| ----------------- | ---- | ---- | ---- | ---- | ---- | ---- | ---- | ---- | ---- | ---- | ---- | ---- | ---- | ---- | ---- | ---- |
| Masters           | DNP  | DNP  | DNP  | DNP  | DNP  | DNP  | DNP  | DNP  | DNP  | CUT  | DNP  | DNP  | DNP  | DNP  | DNP  | DNP  |
| US Open           | DNP  | DNP  | DNP  | DNP  | DNP  | DNP  | DNP  | CUT  | T27  | T10  | CUT  | DNP  | DNP  | DNP  | DNP  | DNP  |
| Open Championship | CUT  | DNP  | DNP  | DNP  | DNP  | DNP  | DNP  | DNP  | T7   | CUT  | DNP  | DNP  | T46  | DNP  | CUT  | DNP  |
| PGA Championship  | DNP  | DNP  | DNP  | DNP  | DNP  | DNP  | DNP  | DNP  | CUT  | CUT  | DNP  | DNP  | CUT  | CUT  | DNP  | DNP  |

DNP = nicht teilgenommen

CUT = Cut nicht geschafft

„T“ geteilte Platzierung

Grüner Hintergrund für Siege

Gelber Hintergrund für Top 10

## Teilnahmen in bedeutenden Mannschaftsbewerben
- Seve Trophy (für Kontinentaleuropa): 2011, 2013 (Sieger)
- World Cup (für Belgien): 2011, 2013, 2016
- Ryder Cup (für Europa): 2012 (Sieger)
- Royal Trophy (für Europa): 2013 (Sieger)